# Аміната Ндонг
Аміната Ндонг (народилася 3 травня 1980) — сенегальська фехтувальниця, правша. Вона змагалася в індивідуальній жіночій шпазі на літніх Олімпійських іграх 2004 року.